# الدالوة
قرية الدالوة هي أحد القرى الشرقية بمحافظة الأحساء في المملكة العربية السعودية، تقع على بعد حوالي خمسة عشر كيلومتر شرق مدينة الهفوف.

## الموقع
وتقع القرية على السفح الجنوب الغربي لجبل القارة، وتحدها قرية القارة شمالا وقرية التهيمية شرقا. تستفيد الدالوة من جبل القارة كثيرًا، فهو يلطف الطقس في الصيف، إذ يحميها من الرياح السموم الحارة، فيجعل الجو لطيفاً، كما يشكل حاجزًا عن الرياح الباردة في الشتاء. غير أن هذا الجبل مصدر إزعاج للأهالي، خصوصاً في الشتاء حين يهطل المطر، حيث تنزل المياه من أعلى الجبل بكثافة إلى المنازل، جالبة معه الطين والأحجار الصغيرة التي تتجمع في السكك الضيقة.

## أصل التسمية
سميت الدالوة بهذا الاسم نظرا لاستخدام أهالي القرية الدلو في سحب الماء من البئر. وقيل سميت بهذا الاسم لكثرة مزارع العنب فيها حيث يتدلى العنب في كثير من مزارعها، فعرفت بالدالية، وحورت فيما بعد إلى الاسم المعروف الدالوة، حيث قلبت الياء واوا كما ذكرها المؤرخ عبد الرحمن آل ملا في كتابه تاريخ هجر. ويعمل أهلها في الزراعة ويسقون من نهر  أو ساقي  يدعى أبو الثيران.

## السكان
كان أهالي الدالوة قديما يسكنون في منطقة تقع ما بين قرية القارة وبين قرية الدالوة تسمى بلدة الكوارج، ثم انتقلوا إلى الموقع الحالي المعروف بقرية الدالوة.

## أسماء الأزقة
النزافة، البديعة، الشعب (الفريق الشرقي)، القوع، العرصة، الجفرة، الحلة، الساباط، المدي، الغدير، الأولية، الطلق، الحومة، الصبيخة، قوع العيش، الطالعي (البلد).(القلعة)

## حادثة الدالوة
لم تكن الدالوة قرية مشهورة في الأحساء سوى أنها ملاصقة لقرية القارة، كان هذا قبل يوم العاشر من محرم عام 1436هـ الموافق لشهر الحادي عشر من سنة 2014 الميلادية، في تلك الأيام نفذت مجموعة إرهابية اعتداء على حسينية المصطفى قبيل منتصف الليل في ليلة العاشر من محرم، من خلال عملية إطلاق نار حصلت في يوم 3 نوفمبر 2014، تسببت في مقتل 8 أشخاص وأصيب 9 آخرون بحادثة إرهابية، وذلك في إطلاق نار قتل جماعي في حسينية المصطفى إذ ترجل أربعة ارهابين من إحدى السيارات التي توقفت أمام الحسينية، وبداو بأطلاق النار من أسلحة رشاشات ومسدسات بشكل عشوائي ضد المتواجدين، ما نتج عن هذا مقتل ثمانية وإصابة تسعة آخرين.

## تشيع شهداء الدالوة
بدأت مراسم التشييع ظهيرة يوم الجمعة 13 محرم 1436هـ إخراج الشهداء الثمانية للساحة المقابلة لمسجد المرتضى بالدالوة، وقد لفوا بعلم المملكة وهم: محمد عبد الله المشرف، حسن حسين العلي، زهير حبيب المطاوعة، مهدي عيد المشرف، عبد الله محمد اليوسف، محمد حسين البصراوي، عبد الله حسين المطاوعة وعادل عبد الله حرابة (من بلدة المنصورة). 

## وصلات خارجية
منتدى الدالوة